# メジャーリーグベースボール 2K7
『メジャーリーグベースボール 2K7』（MAJOR LEAGUE BASEBALL 2K7）は、「2K Sports」が開発したメジャーリーグベースボールゲーム『2K Sports Major League Baseball』のシリーズの2007年度版。
MLBから公認を受け過去4シーズンに及ぶデータを分析し、選手すべてが実名で登場。
PlayStation 3用とXbox 360用は、各選手の癖とモーション等、リアルに再現されている。

## 登録予定の日本人メジャーリーガー
- イチロー
- 松井秀喜
- 城島健司
- 松井稼頭央
- 岩村明憲
- 井口資仁
- 田口壮
- 松坂大輔
- 井川慶
- 大家友和
- 斎藤隆
- 大塚晶則
- 岡島秀樹
- 桑田真澄

## 関連情報
- 2007年8月17日、PLAYSTATION Storeにてフルハイビジョン（1080p）画質のプロモーションムービーが配信された。

## スタッフ
- プロデューサー：高橋徹